# ステラが恋に落ちて
『ステラが恋に落ちて』（原題：How Stella Got Her Groove Back）は、同名の小説を基にした1998年の映画。アメリカで1998年8月14日公開、日本ではビデオスルー。

## ストーリー
ステラはバカンス先のジャマイカで出会った青年と恋に落ちるが、彼は20才と若いのに対して、彼女は40才。このまま付き合おうかどうか、と彼女は迷う。

## キャスト
- ステラ - アンジェラ・バセット
- デライラ - ウーピー・ゴールドバーグ
- ウィンストン - テイ・ディグス

## スタッフ
- 監督：ケヴィン・ロドニー・サリヴァン
- 製作：デボラ・シンドラー
- 製作総指揮：テリー・マクミラン、ロナルド・バス、ジェニファー・オグデン、デボラ・シンドラー
- 原作：テリー・マクミラン
- 脚本：テリー・マクミラン、ロン・バス
- 撮影：ジェフリー・ジャー
- 音楽：ミシェル・コロンビエ